# Davide Calandra

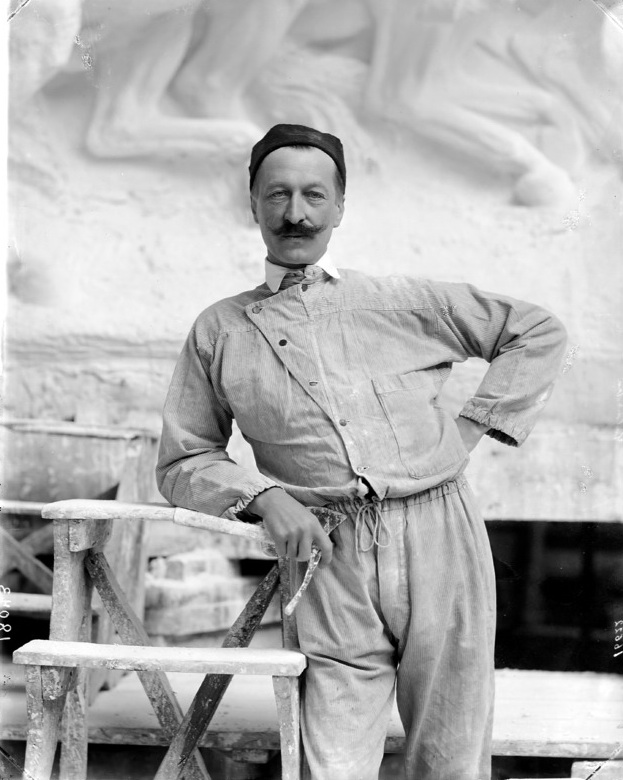
Davide Calandra, fotografiert von Mario Nunes Vais

Davide Calandra (* 21. Oktober 1856 in Turin; † 8. September 1915 ebenda) war ein italienischer Bildhauer.

## Biografisches
Davide Calandra  erhielt seine künstlerische Ausbildung an der Accademia Albertina in Turin bei Giovanni Battista Gamba, Alfonso Balzico sowie Odoardo Tabacchi. Anfang des 20. Jahrhunderts schuf er ein Bronzerelief im Plenarsaal des Palazzo Montecitorio in Rom. Er war Mitglied der Accademia delle Arti del Disegno in Florenz. Neben Genreplastiken, Bildnisbüsten und Grabmälern schuf er auch monumentale Plastiken. Zu seinen Hauptwerken zählen unter anderem das Garibaldidenkmal in Parma, welches er 1893 vollendete, sowie das Reiterdenkmal des Herzogs von Aosta, welches er 1902 in Turin schuf. Während der Regierungszeit von Victor Emanuel III. schuf er eine Reihe von Entwürfen von Münzen und Medaillen, die zwischen 1908 und 1916 geprägt wurden.
Calandra starb am 8. September 1915 in seiner Geburtsstadt.

## Werke (Auswahl)
Davide Calandras Werke werden dem Symbolismus zugeordnet.

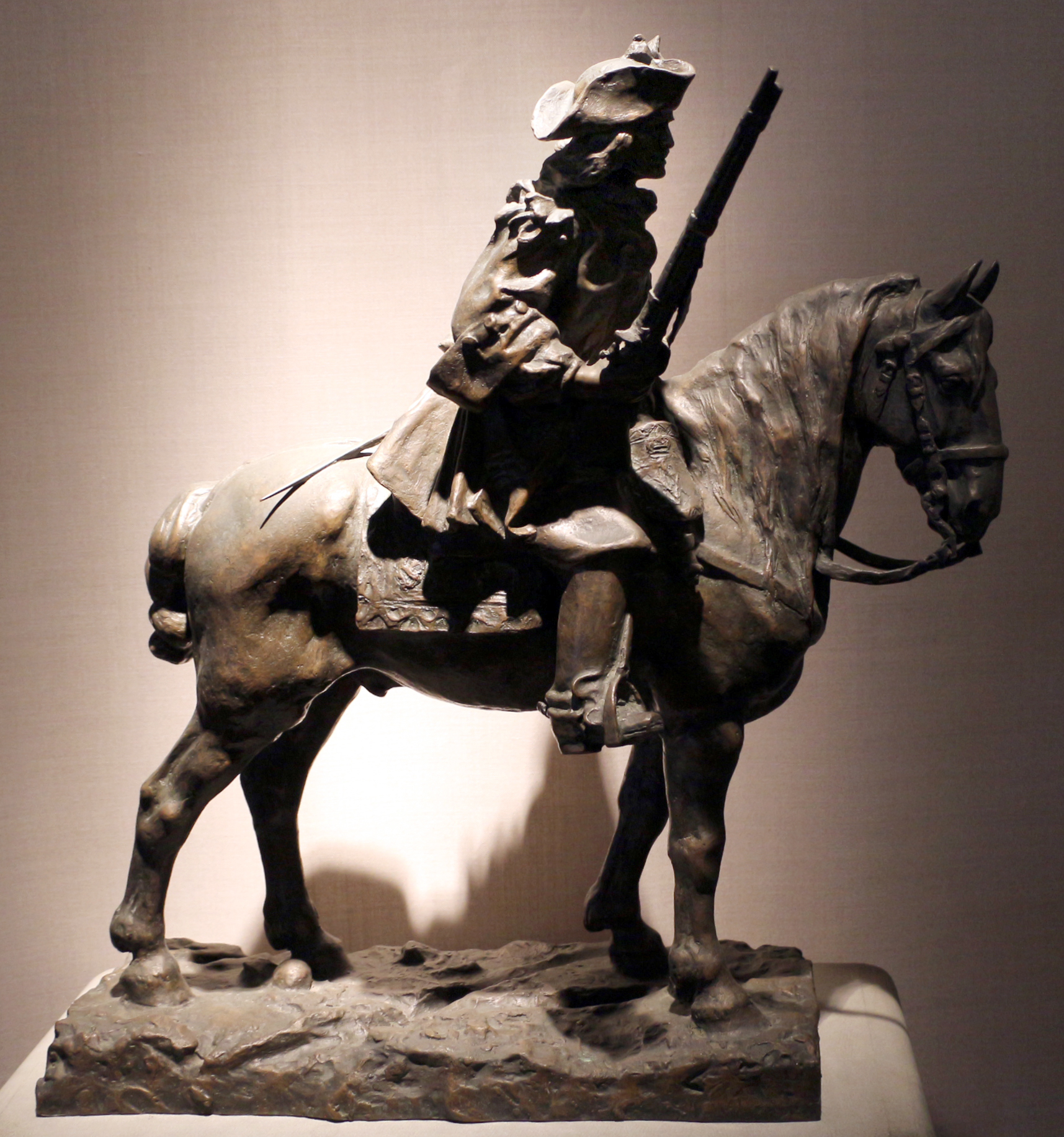
Piemonte reale
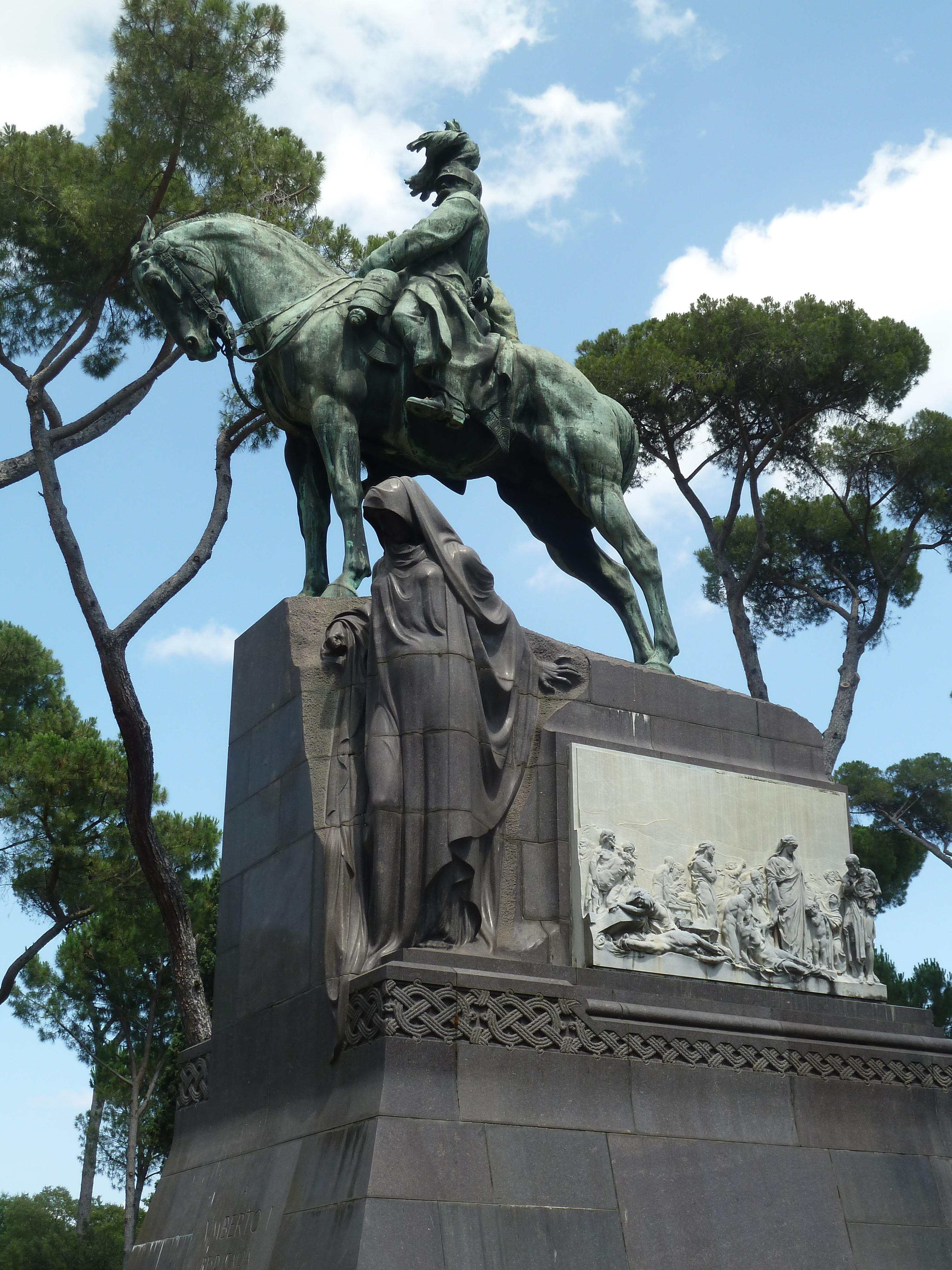
Reiterstatue von Umberto I.
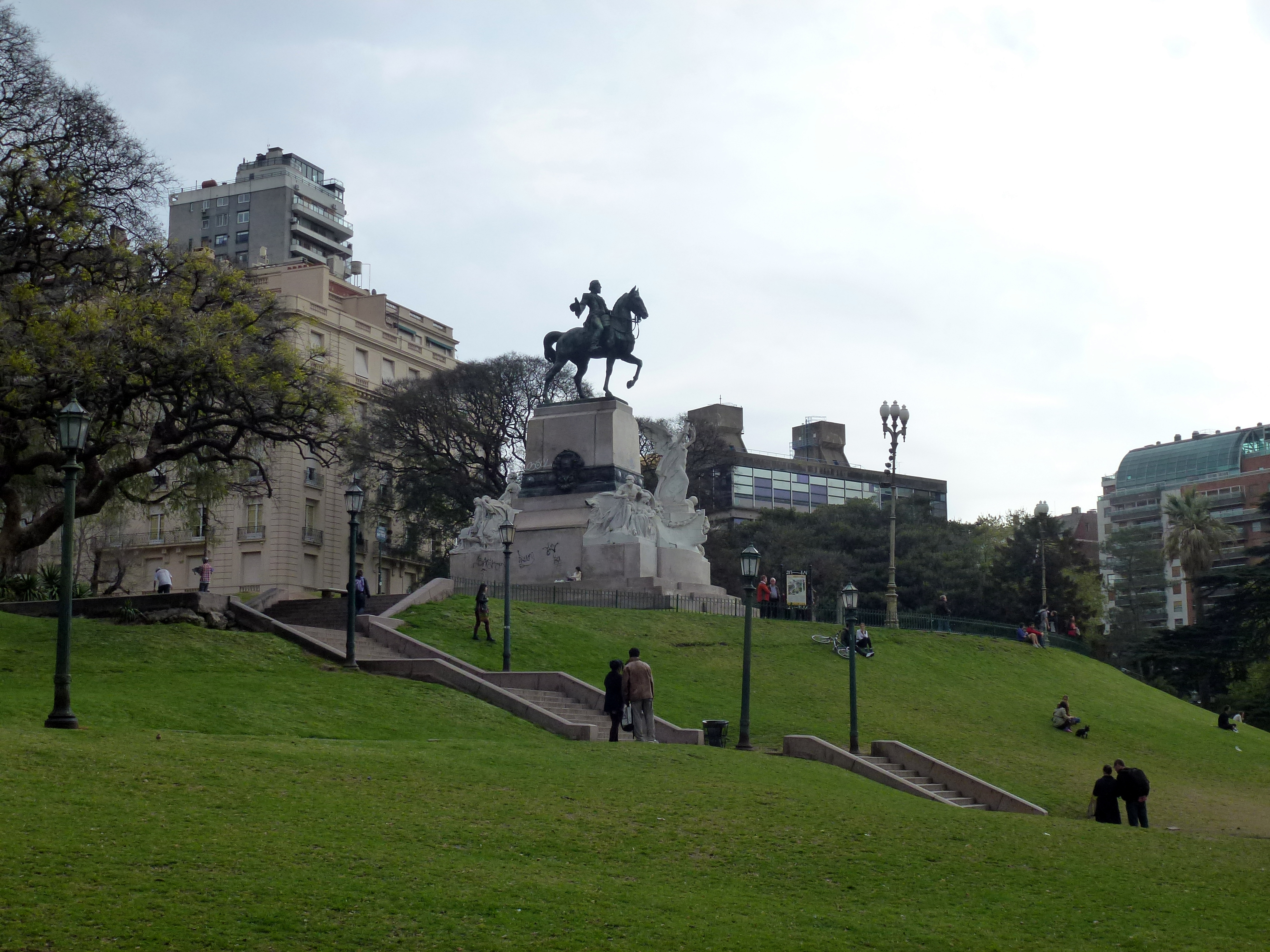
Reiterstatue von Bartolomé Mitre
Denkmal für Giuseppe Zanardelli

Calandras Werke sind unter anderem in der Galleria Nazionale d’Arte Moderna in Rom ausgestellt.